# Championnat du Sénégal de football 1992-1993
Navigation
Saison 1991-1992 Saison 1995
La saison 1992-1993 du Championnat du Sénégal de football est la vingt-neuvième édition de la première division au Sénégal. Les seize meilleures équipes du pays sont regroupées au sein d'une poule unique où elles s'affrontent deux fois, à domicile et à l'extérieur. À l'issue du championnat, il n'y a pas de relégation et les quatre meilleurs clubs de Division 2 sont promus, afin de faire passer le championnat de seize à vingt équipes.
C'est l'AS Douanes de Dakar qui remporte le championnat cette saison après avoir terminé en tête du classement, avec deux points d'avance sur l'ASC Diaraf et huit sur l'ASC Jeanne d'Arc. C'est le tout premier titre de champion du Sénégal de l'histoire du club.
Le club de Dialdiop SC est disqualifié à la suite de deux forfaits en cours de saison, tous les résultats enregistrés contre cette équipe sont annulés ; cependant, il est autorisé à prendre part au championnat la saison suivante.
Pour une raison indéterminée, aucun club sénégalais n'obtient de qualification pour les quatre compétitions continentales africaines de la saison 1994.

## Les clubs participants
| - SODEFITEX - Promu de Division 2 - SONACOS - Promu de Division 2 - ASC Port Autonome - Dialdiop SC - AS Douanes - ASC Jeanne d'Arc - Casa Sports - US Ouakam | - SOTRAC Dakar - ASC Diaraf - Stade de Mbour - US Rail - ASC Linguère - ETICS Mboro - ASC Mbosse Kaolack - ASEC Ndiambour |

## Compétition
Le barème de points servant à établir les classements se décompose ainsi :
- Victoire : 3 points
- Match nul : 1 point
- Défaite : 0 point

### Classement
| Rang | Équipe                   | Pts | J  | G | N | P | Bp | Bc | Diff |
| ---- | ------------------------ | --- | -- | - | - | - | -- | -- | ---- |
| 1    | AS Douanes               | 54  | 28 |   |   |   |    |    |      |
| 2    | ASC Diaraf               | 52  | 28 |   |   |   |    |    |      |
| 3    | ASC Jeanne d'Arc         | 46  | 28 |   |   |   |    |    |      |
| 4    | SONACOSP                 | 45  | 28 |   |   |   |    |    |      |
| 5    | ASEC NdiambourT          | 41  | 28 |   |   |   |    |    |      |
| 6    | US Rail                  | 40  | 28 |   |   |   |    |    |      |
| 7    | Stade de Mbour           | 38  | 28 |   |   |   |    |    |      |
| 8    | ASC Mbosse Kaolack       | 36  | 28 |   |   |   |    |    |      |
| 9    | SOTRAC Dakar             | 34  | 28 |   |   |   |    |    |      |
| 10   | ASC Port Autonome        | 33  | 28 |   |   |   |    |    |      |
| 11   | ASC Linguère             | 29  | 28 |   |   |   |    |    |      |
| 12   | ETICS Mboro              | 28  | 28 |   |   |   |    |    |      |
| 13   | SODEFITEXP               | 27  | 28 |   |   |   |    |    |      |
| 14   | Casa Sports              | 23  | 28 |   |   |   |    |    |      |
| 15   | US Ouakam                | 20  | 28 |   |   |   |    |    |      |
| 16   | Dial Diop SC disqualifié |     |    |   |   |   |    |    |      |

|  | Qualification pour la Coupe des clubs champions africains 1994                   |
|  | Qualification pour la Coupe des Coupes 1994                                      |
|  | Qualification pour la Coupe de la CAF 1994                                       |
|  | Qualification pour la Coupe de l'UFOA 1994                                       |
|  | T : Tenant du titre C : Vainqueur de la Coupe du Sénégal P : Promu de Division 2 |

## Bilan de la saison
| Championnat du Sénégal de football 1992-1993 |                                |
| Champion                                     | AS Douanes (1er titre)         |
| Coupes et trophées                           |                                |
| Vainqueur de la Coupe du Sénégal 1992-1993   | ASC Diaraf                     |
| Qualifications continentales                 |                                |
| Coupe des clubs champions africains 1994     | Aucun                          |
| Coupe des Coupes 1994                        | Aucun                          |
| Coupe de la CAF 1994                         | Aucun                          |
| Coupe de l'UFOA 1994                         | Aucun                          |
| Promotions et relégations                    |                                |
| Promus en Division 1                         | ASFA Dakar                     |
| Promus en Division 1                         | Compagnie sucrière sénégalaise |
| Promus en Division 1                         | US Gorée                       |
| Promus en Division 1                         | Espoirs de Bignona             |
| Relégués en Division 2                       | Aucun                          |